# Heteronotus apricarius
Heteronotus apricarius är en insektsart som beskrevs av Strümpel 1988. Heteronotus apricarius ingår i släktet Heteronotus och familjen hornstritar. Inga underarter finns listade i Catalogue of Life.